# (2076) Levin
(2076) Levin (1974 WA) – planetoida z pasa głównego asteroid okrążająca Słońce w ciągu 3,43 lat w średniej odległości 2,27 au. Odkryta 16 listopada 1974 roku.